# Podenzana
Podenzana település Olaszországban, Massa-Carrara megyében. Lakosainak száma 2094 fő (2023. január 1.). Podenzana Aulla, Calice al Cornoviglio, Follo, Licciana Nardi, Tresana és Bolano községekkel határos.

## Népesség
A település népességének változása:
| Lakosok száma | 2222 | 2175 | 2094 |
|               | 2017 | 2018 | 2023 |